# Egzarchat patriarszy Basry i Kuwejtu
Egzarchat patriarszy Basry i Kuwejtu – jednostka administracyjna Kościoła katolickiego obrządku syryjskiego w Iraku oraz Kuwejcie, podległa bezpośrednio syryjskokatolickiemu patriarsze Antiochii. Została ustanowiona w 1991 roku.

## Główne świątynie
- Katedra: Katedra Najświętszego Serca Jezusowego w Basrze

## Egzarchowie
- Firas Dardar (od 2020)